# Tommy Murray

Thomas Robinson "Tommy" Murray, född 17 februari 1893 i Buffalo, New York, död okänt år, var en amerikansk professionell ishockeymålvakt. Murray spelade professionellt för Portland Rosebuds, Victoria Aristocrats och Vancouver Millionaires i PCHA samt för Saskatoon Crescents i WCHL åren 1915–1923. 1916 spelade han Stanley Cup-final med Portland Rosebuds mot Montreal Canadiens från NHA men laget förlorade den jämna finalserien med 2-3 i matcher.
Innan Murray blev professionell säsongen 1915–16 vann han 1915 års Allan Cup med Winnipeg Monarchs som kanadensiska amatörmästare.

## Statistik
M = Matcher, V = Vinster, F = Förluster, O = Oavgjorda, MIN = Spelade minuter, IM = Insläppta mål, N = Hållna nollor, GIM = Genomsnitt insläppta mål per match
| 1915–16 | Portland Rosebuds      | PCHA        | 18 | 13 | 5  | 0 | 1092 | 50  | 2 | 2.75 | — | — | — | — | —   | —  | — | —    |
|         |                        | Stanley Cup | —  | —  | —  | — | —    | —   | — | —    | 5 | 2 | 3 | 0 | 300 | 15 | 1 | 3.00 |
| 1916–17 | Portland Rosebuds      | PCHA        | 24 | 9  | 15 | 0 | 1464 | 112 | 0 | 4.59 | — | — | — | — | —   | —  | — | —    |
| 1917–18 | Portland Rosebuds      | PCHA        | 18 | 7  | 11 | 0 | 1132 | 75  | 0 | 3.98 | — | — | — | — | —   | —  | — | —    |
| 1919    | Victoria Aristocrats   | PCHA        | 20 | 7  | 13 | 0 | 1252 | 81  | 2 | 3.88 | — | — | — | — | —   | —  | — | —    |
| 1921–22 | Vancouver Millionaires | PCHA        | 2  | 0  | 2  | 0 | 120  | 6   | 0 | 3.00 | — | — | — | — | —   | —  | — | —    |
| 1922–23 | Saskatoon Crescents    | WCHL        | 12 | 4  | 8  | 0 | 664  | 46  | 1 | 4.16 | — | — | — | — | —   | —  | — | —    |
|         |                        |             |    |    |    |   |      |     |   |      |   |   |   |   |     |    |   |      |